# Stishovita
La stishovita es una variedad mineral polimorfa de la sílice, resultado de someter esta sustancia a altas presiones. Como tal, es la fase de alta presión y densidad del cuarzo. 

## Formación artificial
Fue descubierta en 1961, por el científico soviético S. M. Stishov, al someter arena silícea muy pura a presiones superiores a los 80-100 kilobares. En estas condiciones los átomos de la red cristalina de la sílice, normalmente trigonal en el cuarzo, se agrupan en una red más compacta, tetragonal, con lo que el material se hace muy denso. Un centímetro cúbico de stishovita pesa 4,35 gramos, frente a los 2,65 gramos de uno de cuarzo.
La stishovita es metaestable, esto es, sus átomos se hallan muy juntos, por lo que tienden a separarse y a convertirse de nuevo en cuarzo. Sin embargo, ese cambio tiene lugar muy lentamente, por lo que la stishovita puede conservarse como tal durante millones de años, siempre que el proceso no se acelere por otras causas, como pueden ser temperaturas elevadas.

## Formación natural
La stishovita hasta ahora sólo ha podido ser identificada en rocas que, conteniendo cuarzo, han sufrido un metamorfismo de alta presión dentro de un cráter de impacto producido por un meteorito.